# 天主教安齊拉納納總教區
天主教安齊拉納納總教區（拉丁語：Archidioecesis Antsirananensis）是馬達加斯加一個羅馬天主教教省總教區，下轄三個教區。是該國五個總教區之一。

## 歷史
1896年1月16日設北馬達加斯加宗座代牧區，1913年5月20日易名迪戈蘇亞雷斯代牧區。1955年9月14日升為教區。1958年12月11日升為總教區。1989年10月28日易名至今。

## 現況
總教區2012年有教友590,796人（佔轄區總人口41.3%）、廿五個堂區、六十五名司鐸。現任總主教為本杰明·马克·巴尔塔松·拉马洛森。